# STS-96
STS-96は、ディスカバリーを用いて行われた国際宇宙ステーション(ISS)へのスペースシャトルのミッションである。ISSとシャトルのドッキングが初めて行われた。またスペースハブが運ばれた。1999年5月27日6時49分EDTにケネディ宇宙センターから打ち上げられた。

## 乗組員
- 船長:ケント・ロミンガー（英語版） (4)
- 操縦士:リック・ハズバンド (1)
- ミッションスペシャリスト1:タマラ・E・ジャーニガン (1)
- ミッションスペシャリスト2:エレン・オチョア (3)
- ミッションスペシャリスト3:ダニエル・バリー（英語版） (2)
- ミッションスペシャリスト4:ジュリー・ペイエット, CSA (1)
- ミッションスペシャリスト5:ワレリー・トカレフ, RKA (1)

## ミッションパラメータ
- 質量
  - 離陸時:118,857 kg
  - 着陸時:100,230 kg
  - ペイロード:9,097 kg
- 近点:203 km
- 遠点:210 km
- 軌道傾斜角:51.6°
- 軌道周期:91.2分

### 宇宙遊泳
- - 開始:1999年5月30日02時56分UTC
  - 開始:1999年5月30日10時51分UTC
  - 時間:7時間55分

## ミッションハイライト

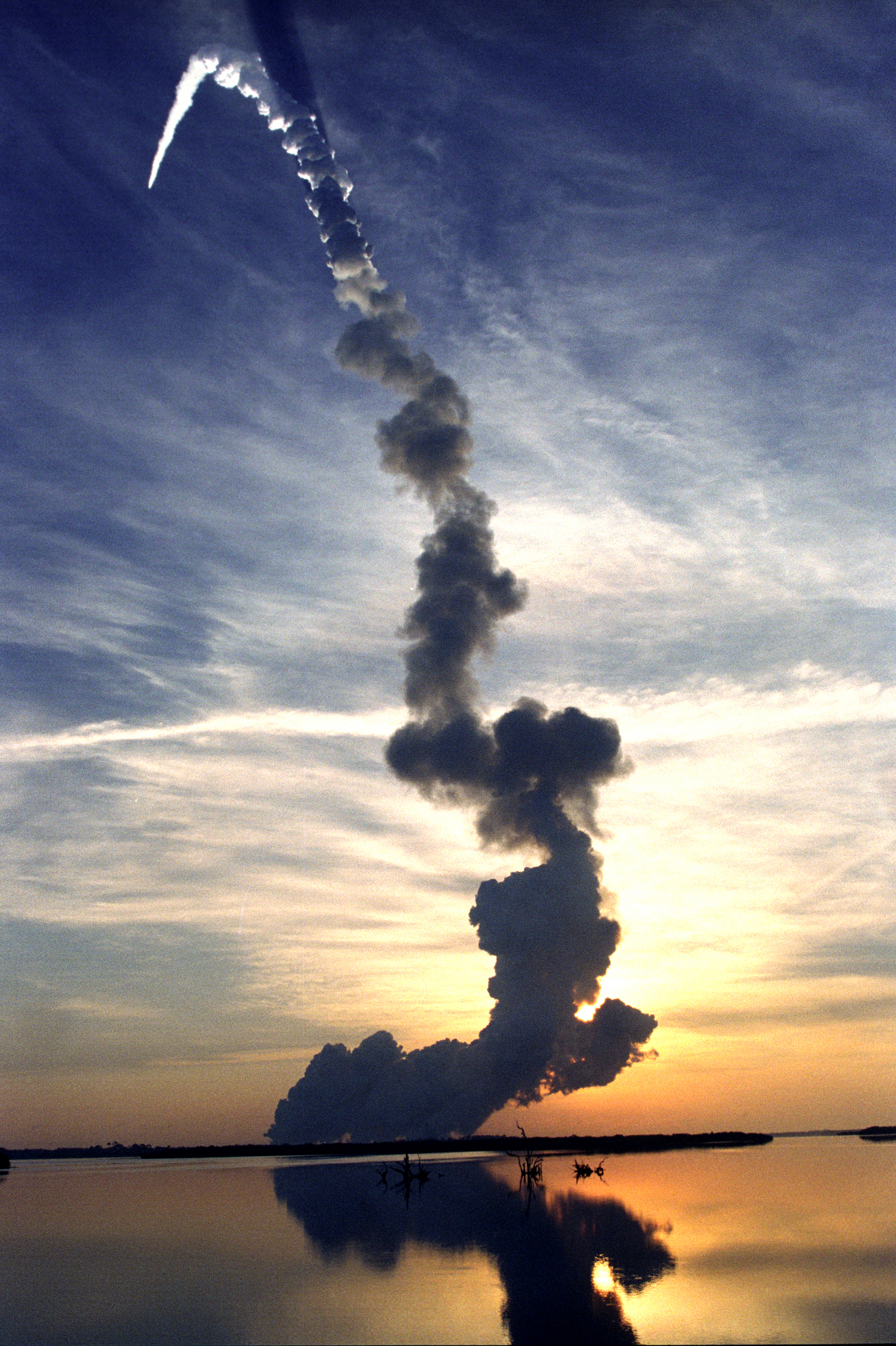
ケネディ宇宙センターから打ち上げられるディスカバリー

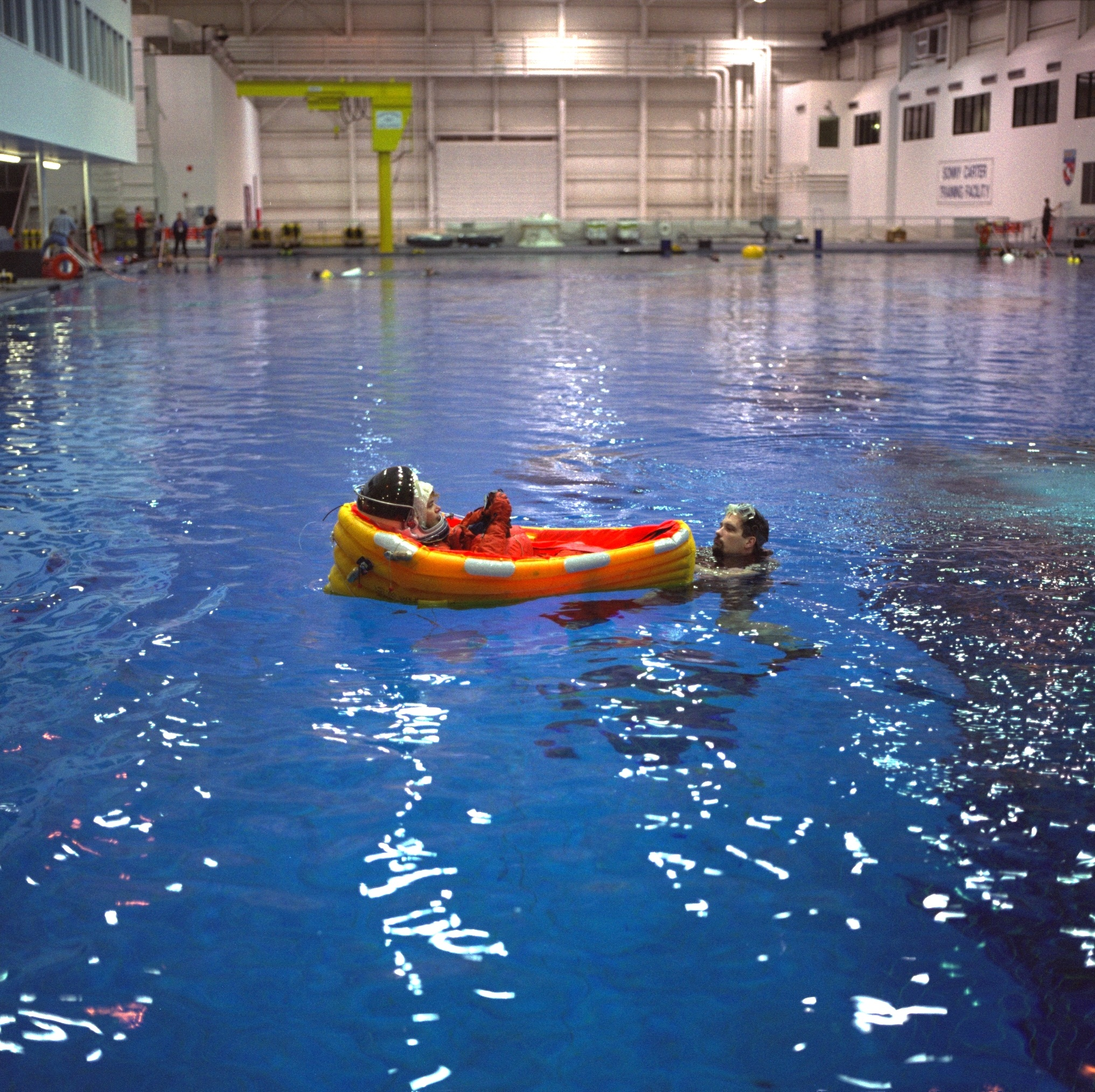
緊急脱出訓練をするペイエット（1999年1月8日）

STS-96では、国際宇宙ステーションの建設と補給が行われた。
Integrated Cargo Carrier (ICC)では、ISSのロシア画分SPACEHAB Oceaneering Space System Box (SHOSS)に取り付けられたSTRELAとして知られるロシアの荷役クレーンと、ORU Transfer Device (OTD)と呼ばれるアメリカ合衆国の荷役クレーンが運ばれた。
他にも、Student Tracked Atmospheric Research Satellite for Heuristic International Networking Equipment (STARSHINE)やShuttle Vibration Forces Experiment (SVF)、Orbiter Integrated Vehicle Health Monitoring - HEDS Technology Demonstration (IVHM HTD)等のペイロードが運搬された。
STARSHINE衛星は、48.3cmの球の空洞が、平らで磨かれた直径1インチの1000枚の鏡で均一に囲まれた構造をしている。STARSHINE衛星のペイロードは、Pallet Ejection System (PES)と一体化され、蓋のない内部に収められた。1つのHH Lightweight Avionics Plate (LAP)から構成されるHH equipmentも内部に収められた。HH equipmentは、Hitchhiker Ejection System Electronics (HESE)、142リットル容量のHH canister、Adapter Beam Assembly (ABA)が各1つずつで構成される。このペイロードの目的は、ボランティアの学生達の訓練のために、数ヶ月に渡ってこの反射しやすい衛星を観測させることだった。
Shuttle Vibration Forces (SVF) Experimentでは、宇宙空間のペイロードとその上に取り付けられた構造の間に働く起振力が測定された。4つの振動子は、標準的な1.5mの容器に入れられて、GAS adapter beamの側面に取り付けられた。ペイロードは打上げの際の機体の振動によって自動的に起動され、約100秒間作動する。STS-96は、SVF実験が行われた2回目の飛行であった。
Orbiter Integrated Vehicle Health Monitoring- HEDS Technology Demonstration (IVHM HTD)の目的は、将来のオービタの改良IVHMのために運用環境におけるセンシング技術の情報を収集して、設計の決定に役立てることだった。IVHMの目的は、流線型の問題を解消し、全体的な安全性を向上させることであった。
また、ブリザード・エンターテイメント社のゲーム『スタークラフト』の複製も、STS-96に乗って宇宙を飛んだ。これは現在は、カリフォルニア州アーバインのブリザード・エンターテイメント本社で保管されている。

## 起床コール
NASAでは、ジェミニ計画以来伝統的に、宇宙飛行士のために音楽を流している。アポロ15号では、初めて乗組員の起床のために用いられた。曲は、家族等によって、乗組員個人にとって特別な意味がある曲や日々の活動に適切なものが選ばれる。
| 日    | 曲                                 | 歌手/作曲家                                   | リンク             |
| ----- | ---------------------------------- | --------------------------------------------- | ------------------ |
| Day 2 | California Dreamin                 | ザ・ビーチ・ボーイズ                          | WAV MP3 TRANSCRIPT |
| Day 3 | Danger Zone                        | ケニー・ロギンス                              | WAV MP3 TRANSCRIPT |
| Day 4 | スター・ウォーズ・シリーズのテーマ | Clear Creek Independent School Districtバンド | WAV MP3 TRANSCRIPT |
| Day 5 | Morning Colors                     | アメリカ沿岸警備隊バンド                      | WAV MP3 TRANSCRIPT |
| Day 6 | Amarillo by Morning                | ジョージ・ストレイト                          | WAV MP3 TRANSCRIPT |
| Day 7 | エクスルターテ・ユビラーテ         | ヴォルフガング・アマデウス・モーツァルト      | WAV MP3 TRANSCRIPT |
| Day 9 | Free Bird                          | レーナード・スキナード                        | WAV MP3 TRANSCRIPT |